# Feira Filda
A Feira Filda é um evento comercial de dimensão internacional em Angola que ocorre na capital Luanda. É uma iniciativa do estado angolano e está sob a responsabilidade do Ministério da Indústria e Comércio.

## Descrição e história
O jornalista Adilson Garcia descreveu a Feira Internacional de Luanda como uma «plataforma de negócios, inovação e desenvolvimento económico» e «um espaço privilegiado para lançamentos de produtos e serviços», tendo-a considerado como «um dos eventos mais aguardados no calendário económico de Angola». Segundo a Associação Empresarial de Portugal, «é o maior evento comercial de dimensão internacional em Angola», e uma «vitrine essencial para a promoção internacional e de negócios», oferecendo «uma oportunidade única para consolidar presenças já estabelecidas no mercado angolano e fortalecer relações comerciais».
A primeira edição da feira teve lugar entre 6 e 21 de Dezembro de 1969, tendo a cerimónia de inauguração contado com a presença do Ministro do Ultramar, e dos Governadores-Gerais de Angola e Moçambique. Teve como finalidade apresentar as actividades económicas da província de Angola, tendo incluído vários stands de empresas, como a TAP e J. Pimenta. Contou igualmente com representações de Moçambique, da África do Sul e da Rodésia.
Em 2011 foi organizada a 28.ª edição da Feira, onde Portugal se destacou como o país estrangeiro com maior presença no certame. Nos inícios de 2016, a Associação Empresarial de Portugal anunciou que iria tomar a responsabilidade pela organização da FILDA, substituindo a Agência para o Investimento e Comércio Externo de Portugal. Em Abril desse ano, emitiu um comunicado sobre o pedido de ajuda ao Fundo Monetário Internacional por parte do governo angolano, tendo referido que «A participação na próxima FILDA por parte das empresas portuguesas que têm investido na internacionalização justifica-se, hoje, por redobradas razões. Como decorre do pedido de assistência financeira ontem conhecido, a modernização e diversificação da estrutura económica de Angola – cujo PIB, nas projecções das respectivas autoridades, deverá continuar a crescer neste e nos próximo anos – vai abrir portas a novos negócios e a mais empresas». Em 2017, a FILDA foi organizada pela Câmara de Comércio e Indústria Portugal-Angola, tendo sido experimentado um novo conceito para aquele certame, com uma nova localização. Entrevistado pelo jornal Público em Agosto desse ano, o presidente da CCIPA, João Traça, explicou que «a FILDA nunca foi um certame exclusivamente para profissionais nem exclusivamente para consumidores; antes foi, sempre, um momento em que diferentes agentes económicos se encontravam e “misturavam”, o que conferiu a este certame um carácter muito próprio e que tinha uma grande visibilidade local, motivo pelo qual todas as partes (incluindo nomeadamente empresas Portuguesas) o aproveitavam o máximo. Agora, a FILDA localiza-se na Marginal de Luanda e ao ar livre, o que lhe abre novas potencialidades e oportunidades, para expositores e visitantes, para empresários e para consumidores, e este ambiente seria sempre diferente, independentemente das eleições».
Em 2018, estava previsto que a FILDA iria coincidir com o segundo Encontro Angola-Portugal, organizado pela Câmara de Comércio e Indústria Portugal-Angola, que tinha como finalidade reunir empresários e gestores dos dois países. Esta prática continuou nos anos seguintes, após uma interrupção provocada pela Pandemia de Covid-19, tendo a 36.ª edição da FILDA acompanhado o quarto Encontro Angola-Portugal, em 2021.
A edição de 2023 teve o lema Economia digital, a nova fronteira da economia mundial, e segundo o Jornal de Angola, contou com a participação de 1307 empresas, das quais 128 eram internacionais, totalizando quinze países. A área expositiva foi de 28 mil metros quadrados, e recebeu cerca de 15 mil visitantes por dia. As receitas totalizaram cerca de 2 biliões de Kwanzas, um crescimento muito considerável em relação à edição anterior, que arrecadou cerca de um bilião de Kuanzas.
Em Julho de 2024 realizou-se a 39.ª edição da Feira Internacional de Luanda, que contou com a presença do primeiro-ministro português, Luís Montenegro.